# Lucas Nord
Lucas Hans Göran Nordqvist (Estocolmo, 30 de junio de 1992), más conocido como Lucas Nord, es un DJ, productor, compositor y letrista sueco, especializado en electropop. 
Es conocido por el sencillo Run On Love, dentro de su disco debut Islands, que lanzó en junio de 2013 con la colaboración en las voces de la artista sueca Tove Lo. El sencillo alcanzó el número uno en la lista Hot Dance Club Songs del semanario Billboard.

## Biografía
Nacido en Estocolmo (Suecia), es nieto de Putte Wickman, un famoso clarinetista de jazz. Se inició en la música aficionado por la batería, llegando a formar parte en su juventud de una banda de poprock indie. En su adolescencia frecuentó una escuela de música, donde conoció el género del house. También probó suerte en el deporte del hockey sobre hielo, afición que dejó de lado para dedicarse plenamente a su faceta musical.
El 15 de octubre de 2013 lanzó al mercado su primer disco de estudio, Islands. El primer sencillo que se destapó del mismo fue Run On Love, que popularizó gracias a la colaboración de la cantante Tove Lo. A pesar de su lanzamiento, y éxito, en junio de 2013, la canción volvió a ganar notoriedad en 2015, al volver a ser primera en la lista del Hot Dance Club Songs de Billboard, así como por alcanzar el vigésimo tercero puesto en la lista de Dance/Electronic del semanario.
El crítico musical del diario británico The Guardian, Michael Cragg, alabó la ejecución artística de Run On Love, considerándola una de las mejores voces desde el sencillo Titanium, de David Guetta y Sia.